# Rebutia minuscula

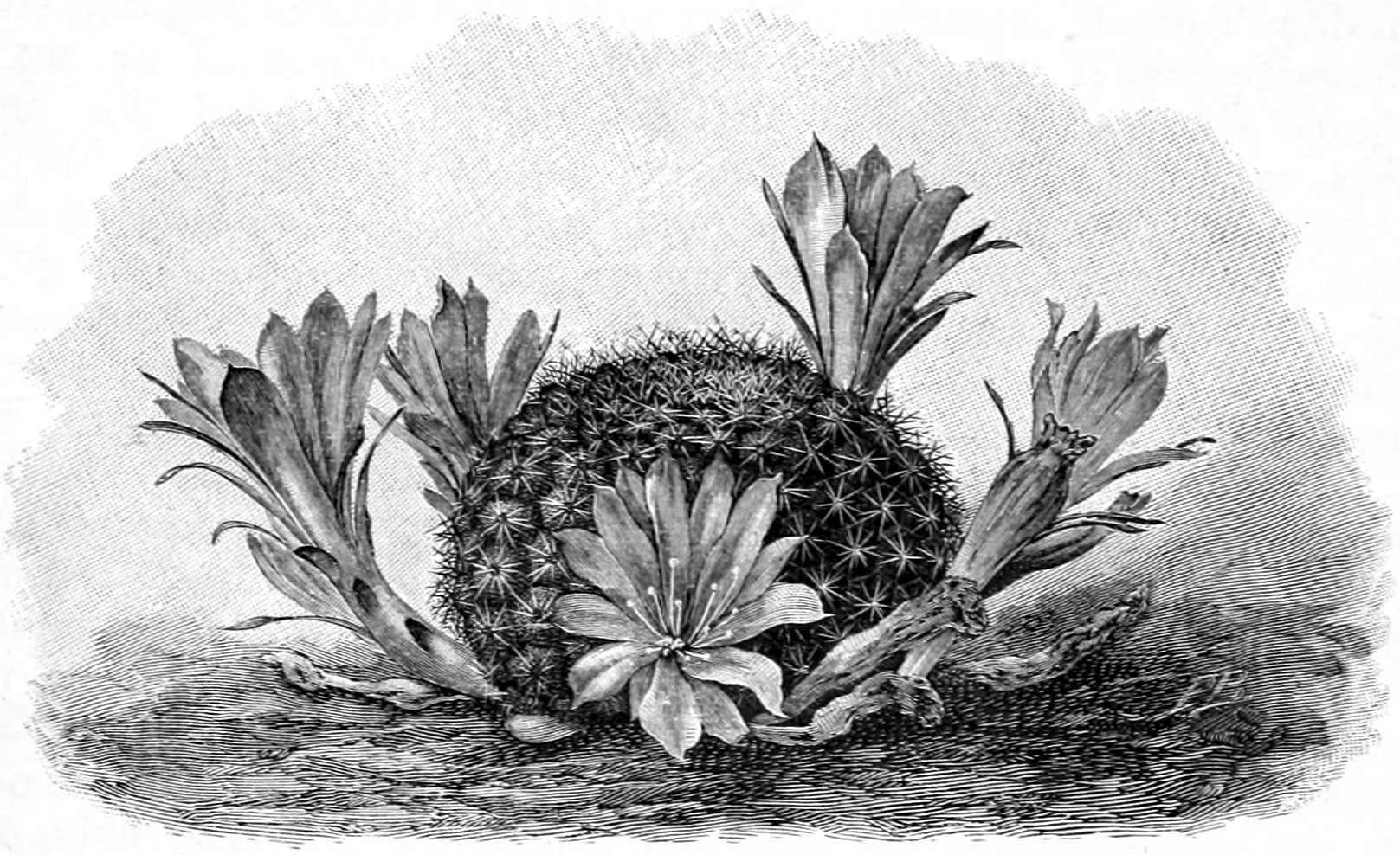
Abbildung aus Schumanns Erstbeschreibung von 1895

Rebutia minuscula ist eine Pflanzenart in der Gattung Rebutia aus der Familie der Kakteengewächse (Cactaceae). Das Artepitheton minuscula stammt aus dem Lateinischen, bedeutet ‚etwas kleiner‘ und verweist auf die Größe der Pflanzen.

## Beschreibung
Rebutia minuscula wächst sprossend mit abgeflachten kugelförmigen, trübgrünen Körpern und bildet große Gruppen. Die Körper erreichen bei Durchmessern von bis zu 5 Zentimetern und besitzen Faserwurzeln. Die 16 bis 20 Rippen sind in niedrige, deutlich erkennbare Höcker gegliedert. Die darauf befindlichen sehr kleinen kreisrunden bis elliptischen Areolen sind bräunlich. Die feinen, weißlichen 25 bis 30 Dornen lassen sich nicht in Mittel- und Randdornen unterteilen. Sie sind zwischen 1 und 3 Millimeter lang.
Die leuchtend roten, gelegentlich auch gelben oder weißen, Blüten sind 3,5 bis 6,5 Zentimeter lang und besitzen Durchmesser von 2,5 bis 4 Zentimeter. Sie erscheinen meist sehr zahlreich an der Basis des Körpers. Die kugelförmigen Früchte sind rot und weisen Durchmesser von bis zu 3 Millimetern auf.

## Verbreitung, Systematik und Gefährdung
Rebutia minuscula ist im Norden Argentiniens in den Provinzen Salta und Tucumán in Höhenlagen von 1700 bis 2800 Metern verbreitet. Das Verbreitungsgebiet erstreckt sich teilweise über Bolivien, wo Pflanzen in denselben Biozönosen vorkommen.
Die Erstbeschreibung wurde 1895 von Karl Moritz Schumann veröffentlicht. Nomenklatorische Synonyme sind Echinopsis minuscula Rebut ex K.Schum. (1895), Echinocactus minusculus (K.Schum.) F.A.C.Weber (1896), Eurebutia minuscula (K.Schum.) Vande Weghe (1938) und Lobivia minuscula (K.Schum.) H.P.Kelsey & Dayton (1942). Es existieren zahlreiche taxonomische Synonyme, darunter Rebutia marsoneri Werderm. (1937), Rebutia wessneriana Bewer. (1948) und Rebutia xanthocarpa Backeb. (1932).
In der Roten Liste gefährdeter Arten der IUCN wird die Art als „Least Concern (LC)“, d. h. als nicht gefährdet geführt.

## Nachweise

## Weiterführende Literatur
- Roy Mottram: The Rebut catalogues and revised taxonomic histories for Rebutia minuscula & Echinopsis schickendantzii. In: The Cactician. Nr. 9, 2016 (PDF).